# Chery Arrizo 8
Chery Arrizo 8 (кит.: 奇瑞艾瑞泽8; кит. трад.: 奇瑞艾瑞澤8; піньїнь: Qíruì Àiruìzé 8) — седан середнього розміру, що виробляється компанією Chery.

## Огляд

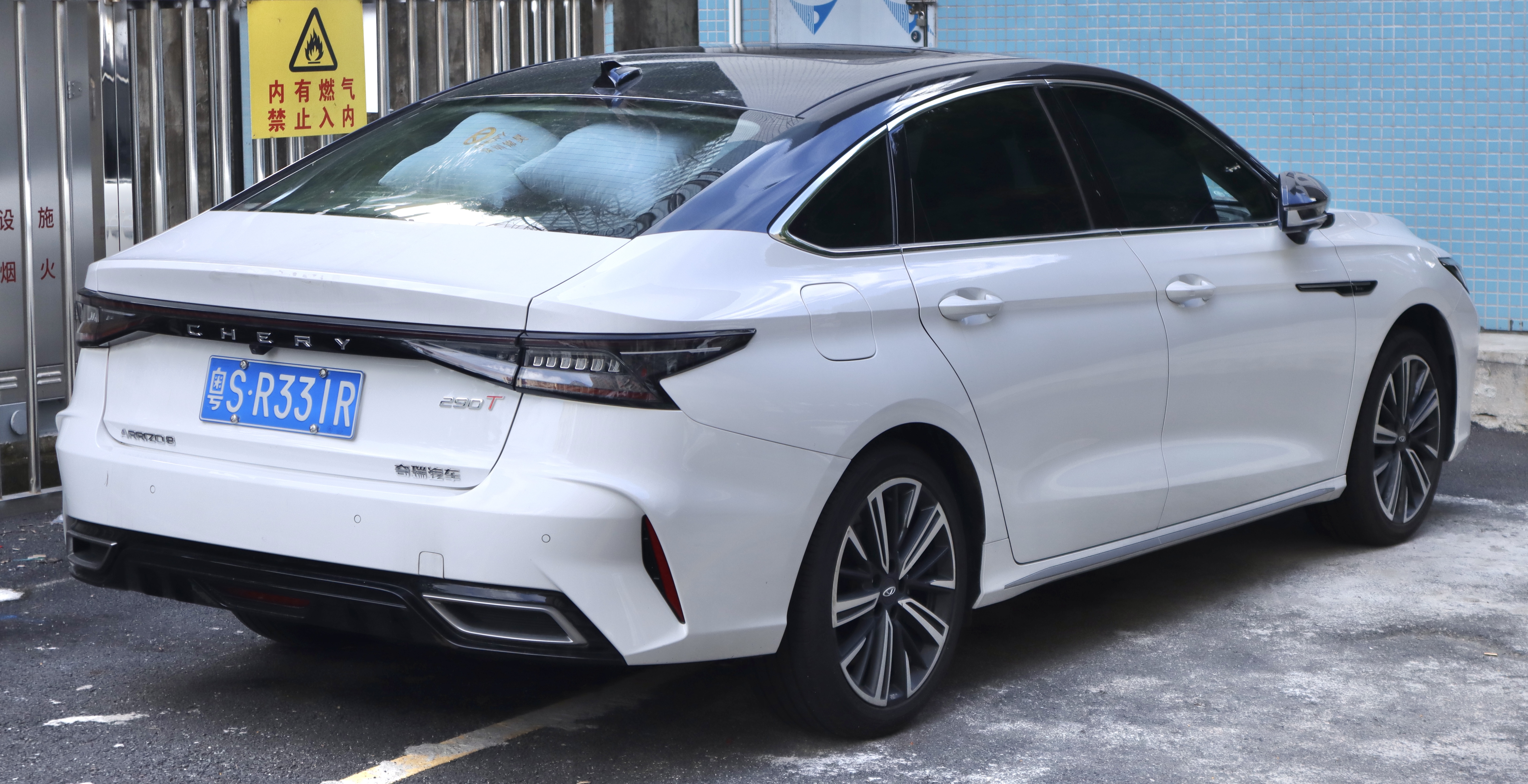

Arrizo 8 дебютував у квітні 2022 року. Його було запущено на китайському ринку у вересні 2022 року.
Потужність Arrizo 8 забезпечується двома варіантами двигунів: 1,6-літровим двигуном потужністю 194 к.с. (145 кВт) та крутним моментом 290 Н⋅м. Другий — 2,0-літровим турбодвигуном потужністю 250 к.с. (190 кВт) та крутним моментом 390 Н⋅м. Обидві моделі мають передній привід у поєднанні з 7-ступінчастою коробкою передач з подвійним зчепленням . 
Продажі в Росії розпочалися в червні 2023 року, і на відміну від молодшого седана Chery Arrizo 5 Plus, що продається під назвою Omoda S5, модель продається під оригінальним брендом та назвою. 

На російському ринку Chery Arrizo 8 продається в таких комплектаціях: Prestige, Ultimate та Ultimate SE.

### Chery Fulwin A8/A8 Pro/A8L
Chery Arrizo 8 PHEV (кодова назва M1E-PHEV) був представлений під час Шанхайського автосалону 2023 року під назвою Arrizo 8 C-DM, тоді як пізніше, у жовтні 2023 року, Chery натякнула на випуск Chery Fulwin A8, який фактично є попередньою моделлю Arrizo 8 C-DM. Fulwin A8 оснащений гібридною системою Chery третього покоління з 1,5-літровим турбодвигуном, розробленим спеціально для гібридної системи, та коробкою передач 1DHT130. Запас ходу на електротязі може перевищувати 100 км, що призводить до комбінованого запасу ходу 1300 км. Витрата палива за циклом WLTC становить 4 л/100 км.

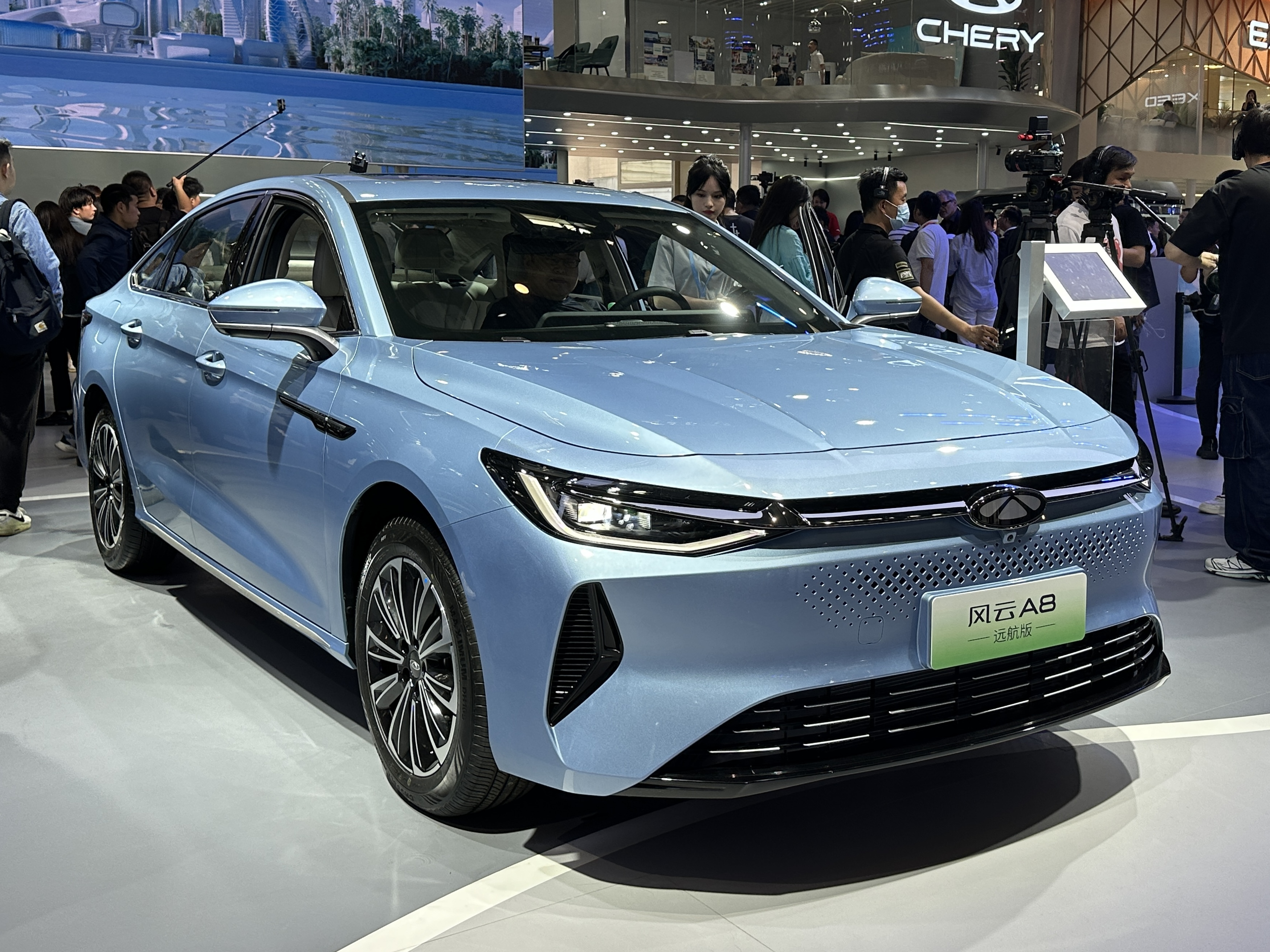
Chery Fulwin A8
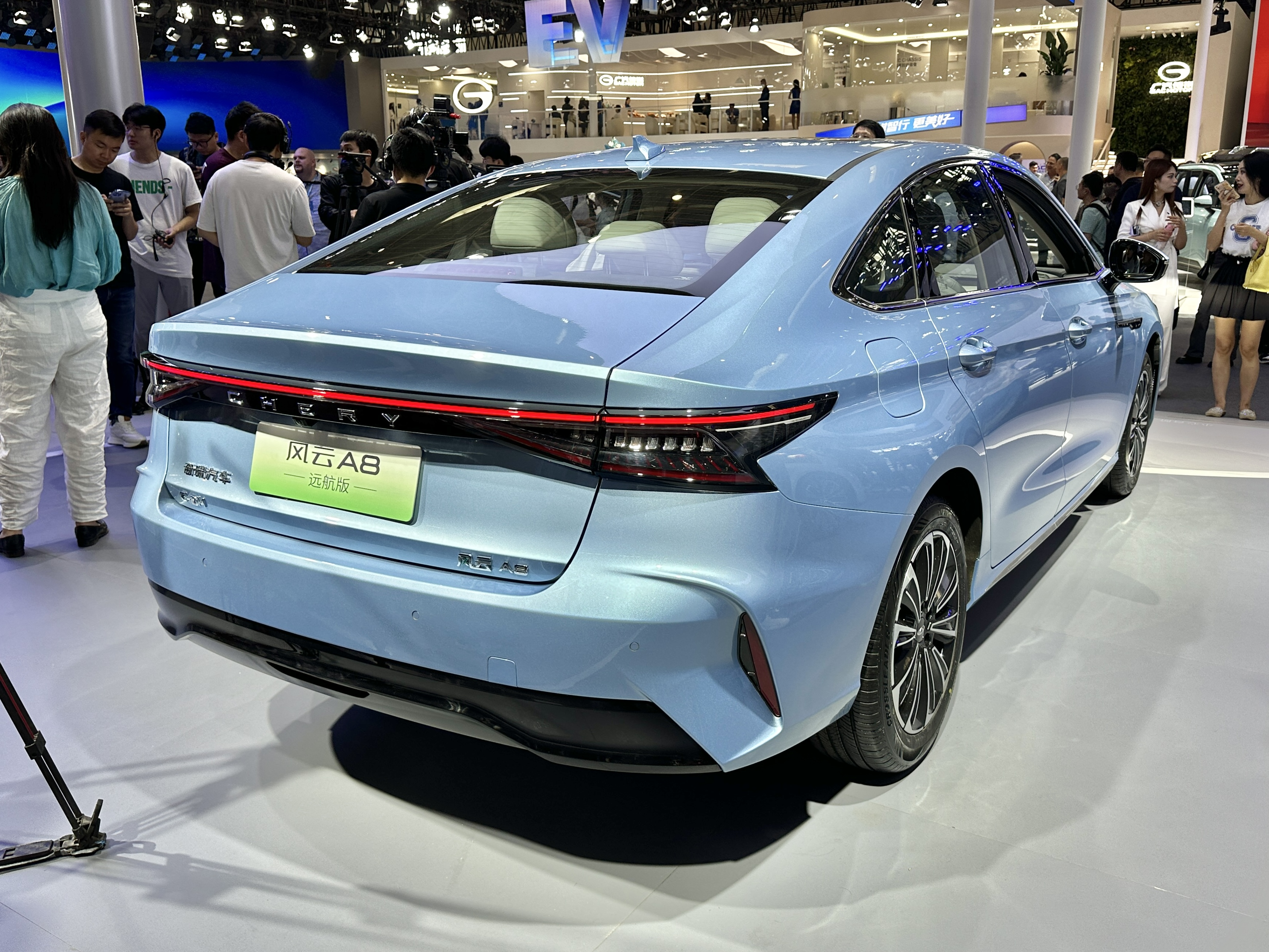

Fulwin A8L C-DM був представлений на автосалоні Auto Guangzhou 2024 як довший варіант Fulwin A8 у версії C-DM. Завдяки рестайлінговим переднім і заднім бамперам, Fulwin A8L C-DM на 10 мм довший за звичайний Fulwin A8. Fulwin A8L C-DM оснащений гібридною системою Chery Kunpeng Super Performance Electric Hybrid C-DM з 1,5-літровим турбодвигуном та електродвигуном. Силовий агрегат C-DM може видавати максимальну потужність двигуна 115 кВт (154 к.с.) та піковий крутний момент 220 Нм. A8L C-DM оснащений літій-залізо-фосфатним акумулятором ємністю 18,67 кВт⋅год від Gotion High-tech, здатним забезпечити запас ходу на повністю електричній тязі 106 км (в умовах CLTC). Максимальна швидкість Fulwin A8L C-DM становить 185 км/год. 

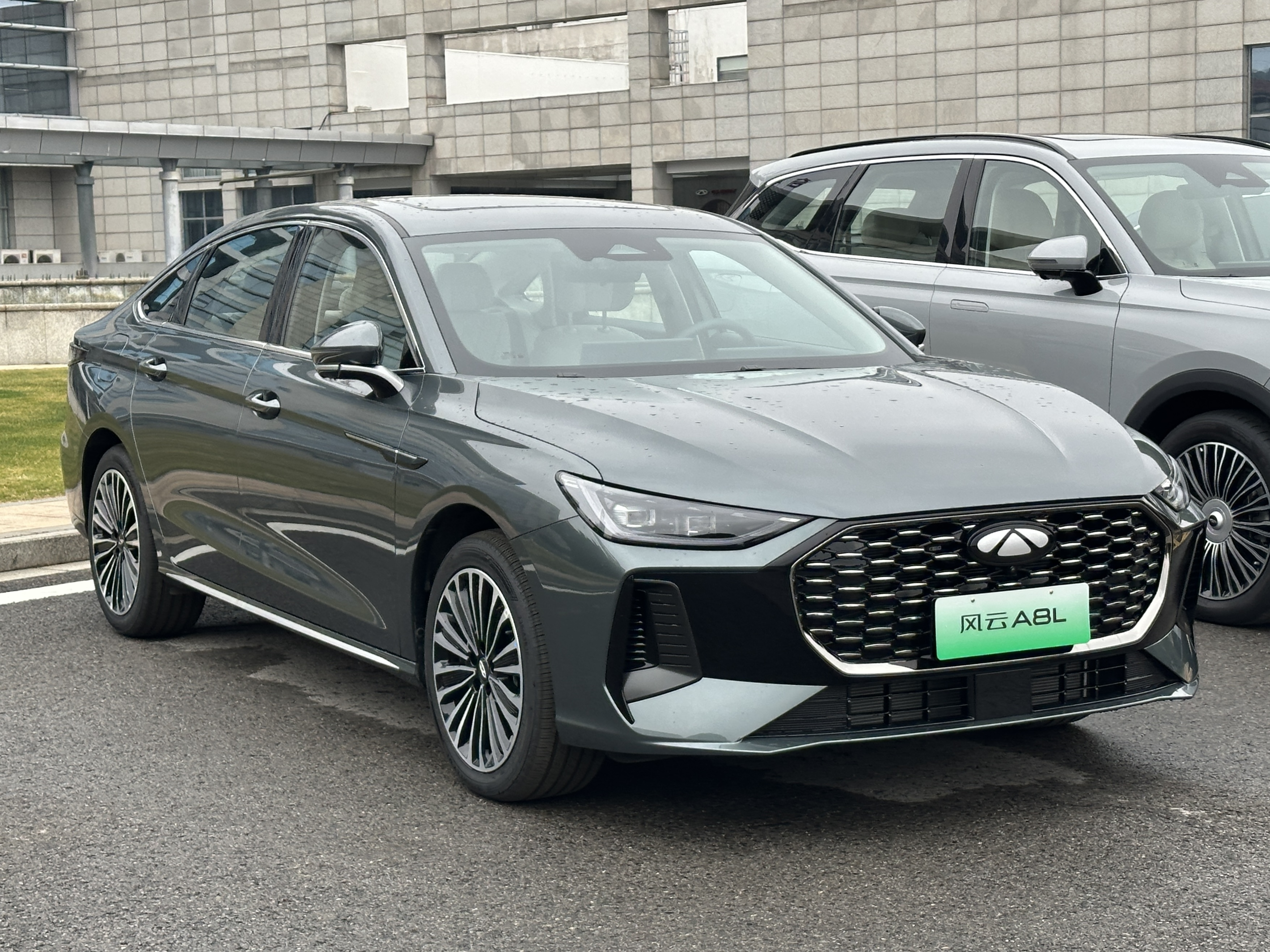
Chery Fulwin A8L
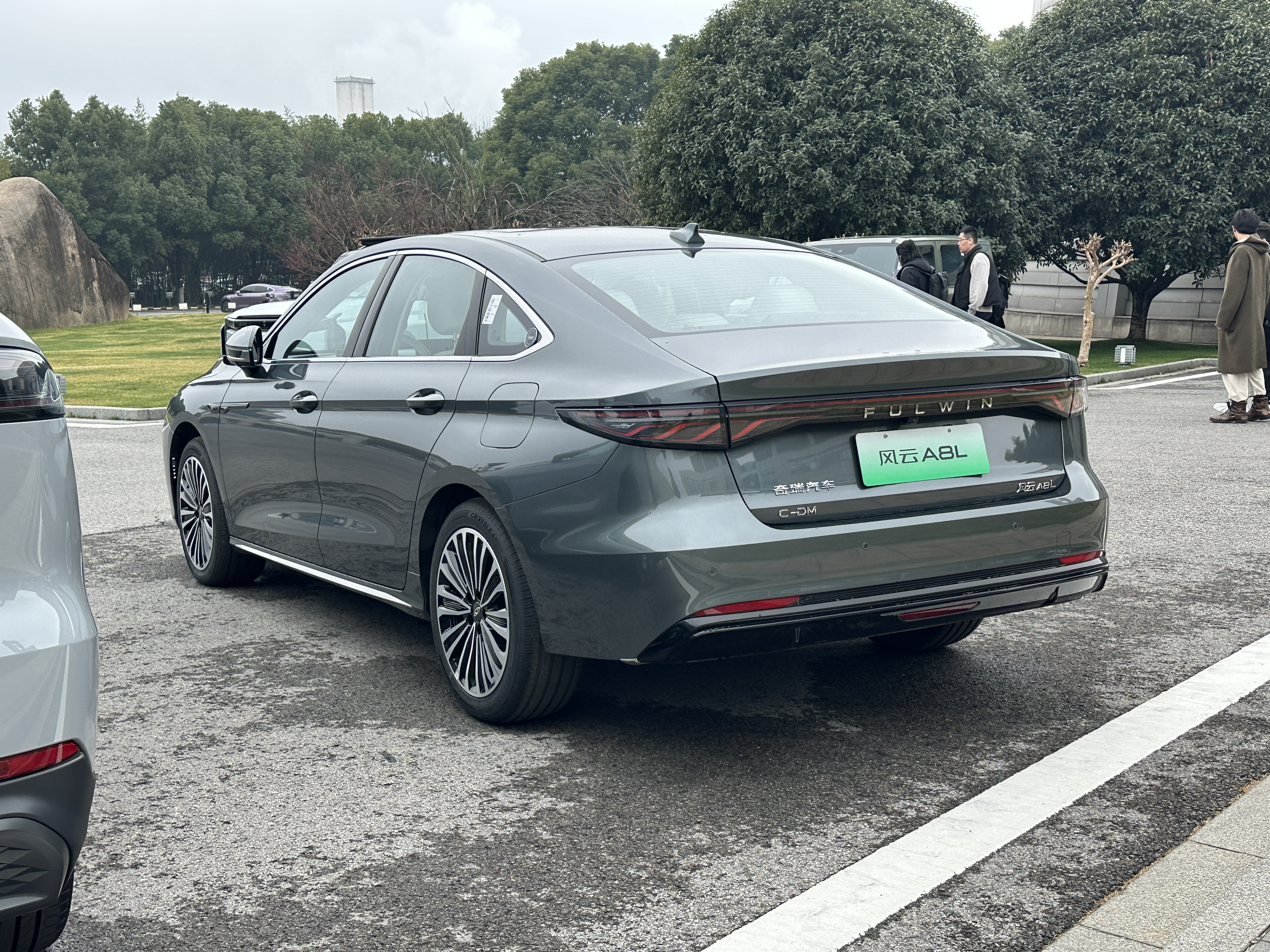